# ガブリエル・アチリエル
ガブリエル・エドゥアルド・アチリエル・スリタ（Gabriel Eduardo Achilier Zurita 、1985年3月24日 - ）は、エクアドル・マチャラ出身のプロサッカー選手。サッカーエクアドル代表。オレンセSC所属。ポジションはDF。

## 経歴

### クラブ
メキシコのCDオロでプロデビュー。以来、中南米のクラブを渡り歩いている。

### 代表
2008年5月のフランス代表戦でエクアドル代表デビュー。2014 FIFAワールドカップではホンジュラス代表戦とフランス代表戦に出場した。2016年9月に開催された2018 FIFAワールドカップ・南米予選のペルー代表戦で初ゴールをマーク。

## 所属クラブ
- CDオロ 2002
- デポルティーボ・クエンカ 2003
- LDUロハ 2004-2006
- デポルティーボ・アソゲス 2007-2008
- CSエメレク 2009-2016
- モナルカス・モレリア 2017-2020
- アリアンサ・リマ 2021-

→  オレンセSC 2021-

## 代表歴

### 出場大会
- エクアドル代表
  - 2014 FIFAワールドカップ

### 試合数
- 国際Aマッチ 54試合 1得点（2008年-2019年）[2]

| エクアドル代表 | 国際Aマッチ | 国際Aマッチ |
| 年             | 出場        | 得点        |
| -------------- | ----------- | ----------- |
| 2008           | 1           | 0           |
| 2009           | 0           | 0           |
| 2010           | 0           | 0           |
| 2011           | 6           | 0           |
| 2012           | 6           | 0           |
| 2013           | 6           | 0           |
| 2014           | 6           | 0           |
| 2015           | 9           | 0           |
| 2016           | 9           | 1           |
| 2017           | 5           | 0           |
| 2018           | 1           | 0           |
| 2019           | 5           | 0           |
| 通算           | 54          | 1           |

## タイトル
CSエメレク
- セリエA: 2013, 2014, 2015